# Lion Mayer Lambert
Le rabbin Lion Mayer Lambert (1787-1863) est grand-rabbin de Metz de 1850 à son décès en 1863. Il succède au grand-rabbin Aaron Worms.
Le rabbin Mayer Lambert (1863-1930) est son petit-fils.